# Prinsengracht

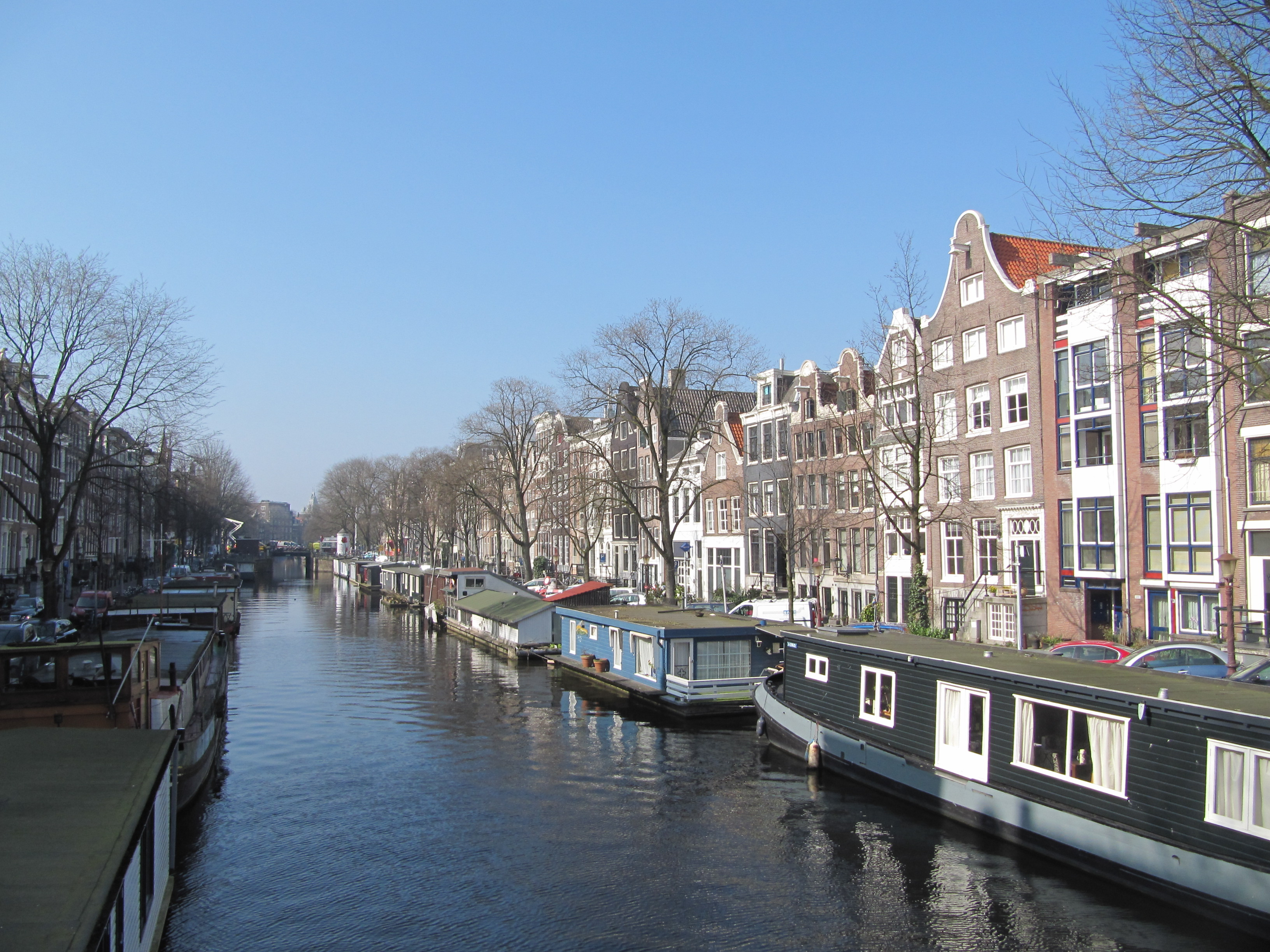
Vedere a canalului Prinsengracht

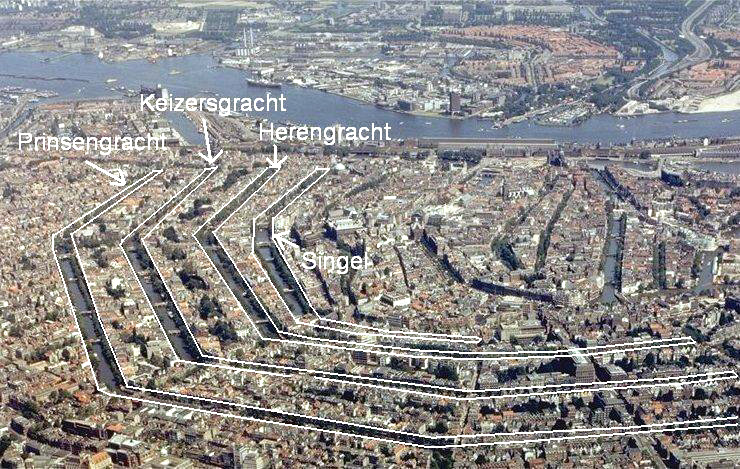
Cele patru canale concentrice ale Amsterdamului

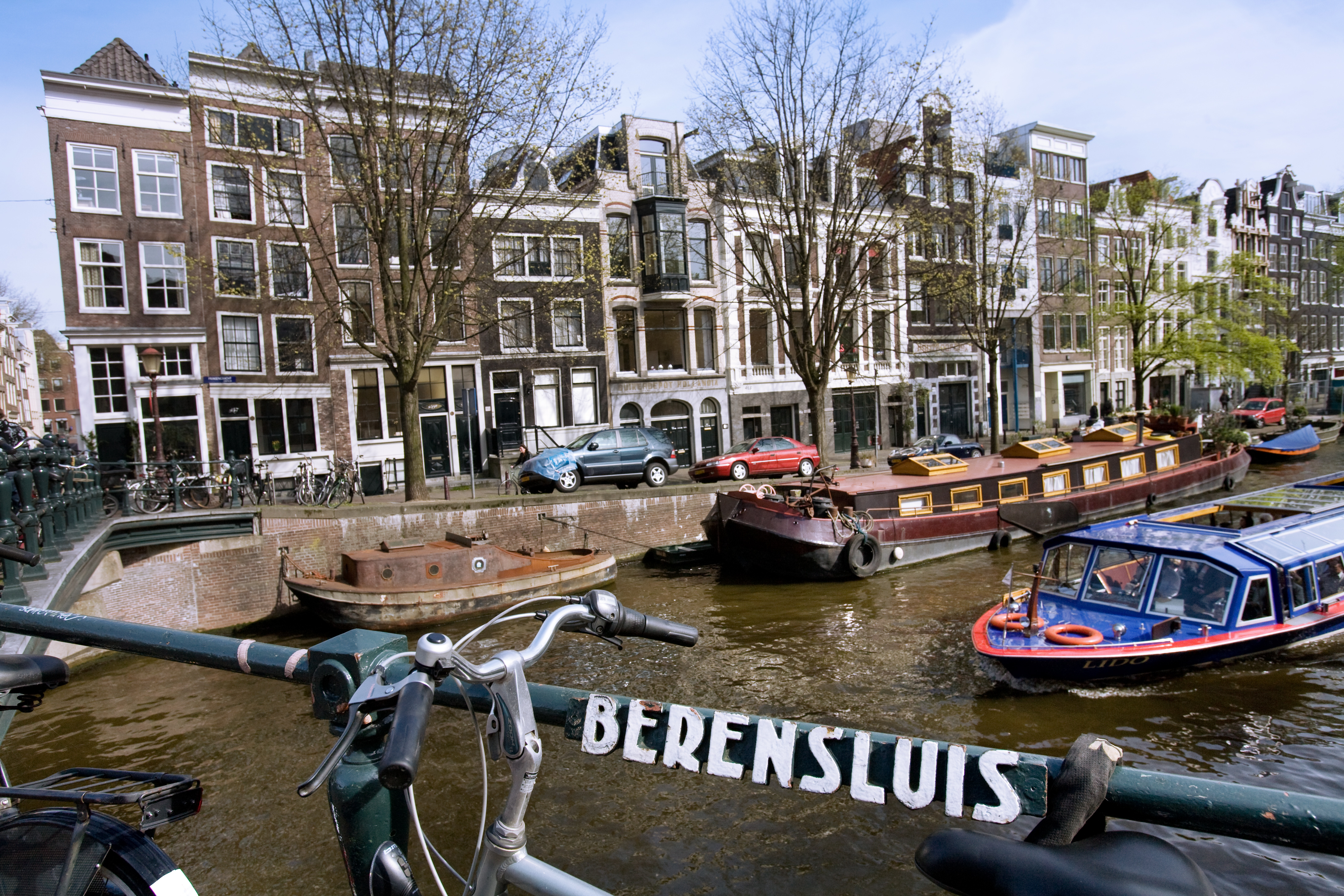
Vedere a canalului Prinsengracht de pe un pod

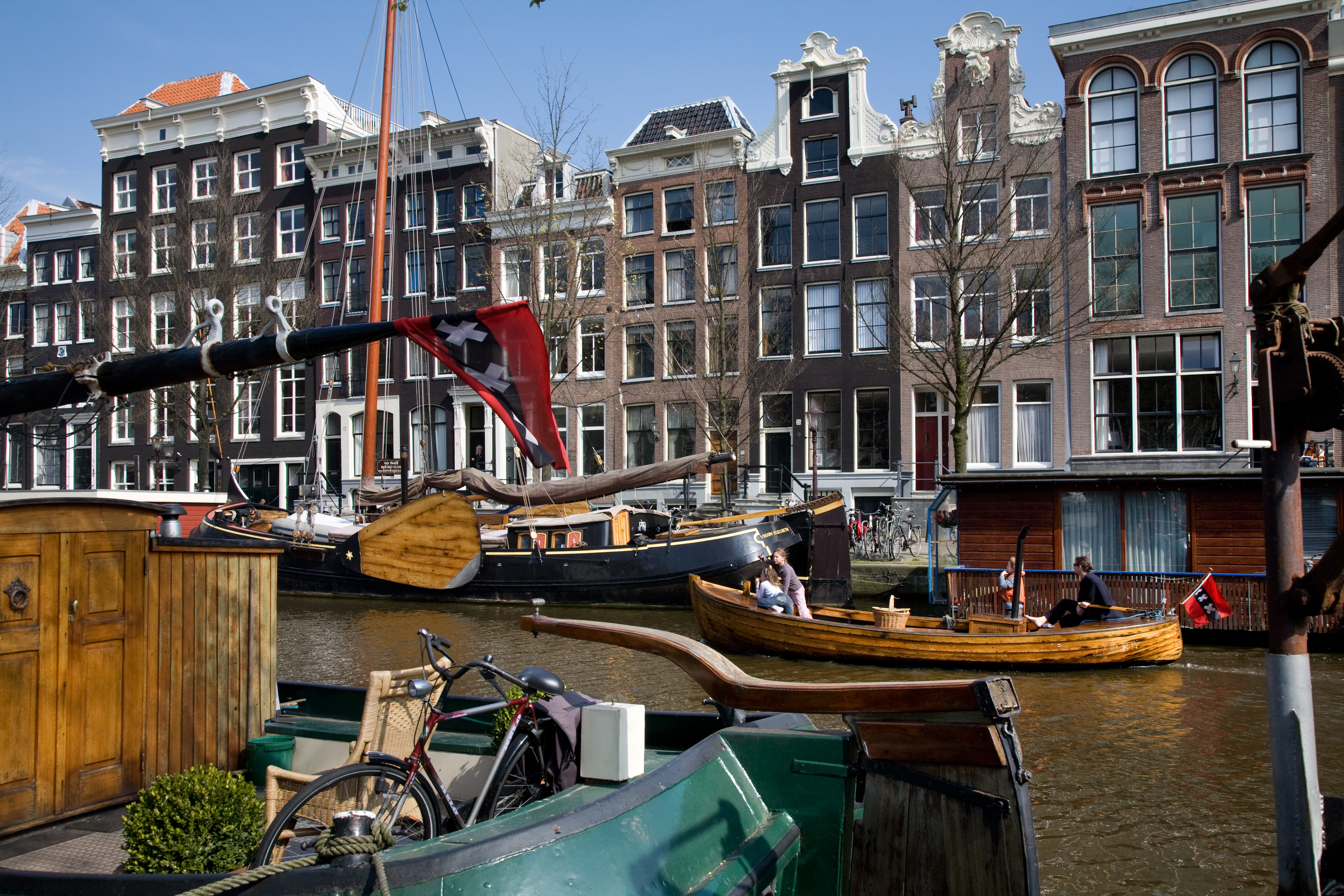
Clădiri de pe cheiul canalului Prinsengracht

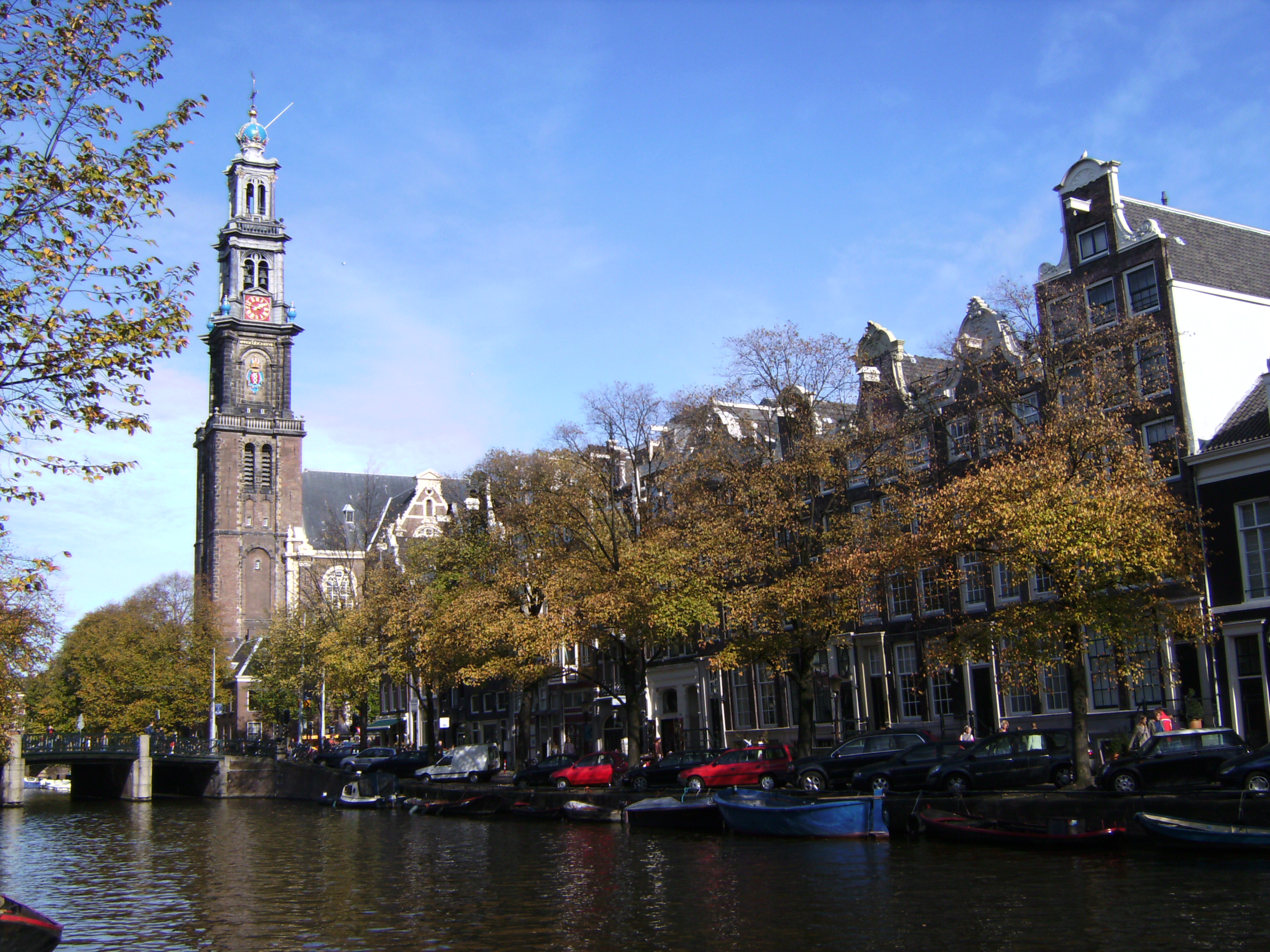
Prinsengracht cu biserica Westerkerk pe fundal

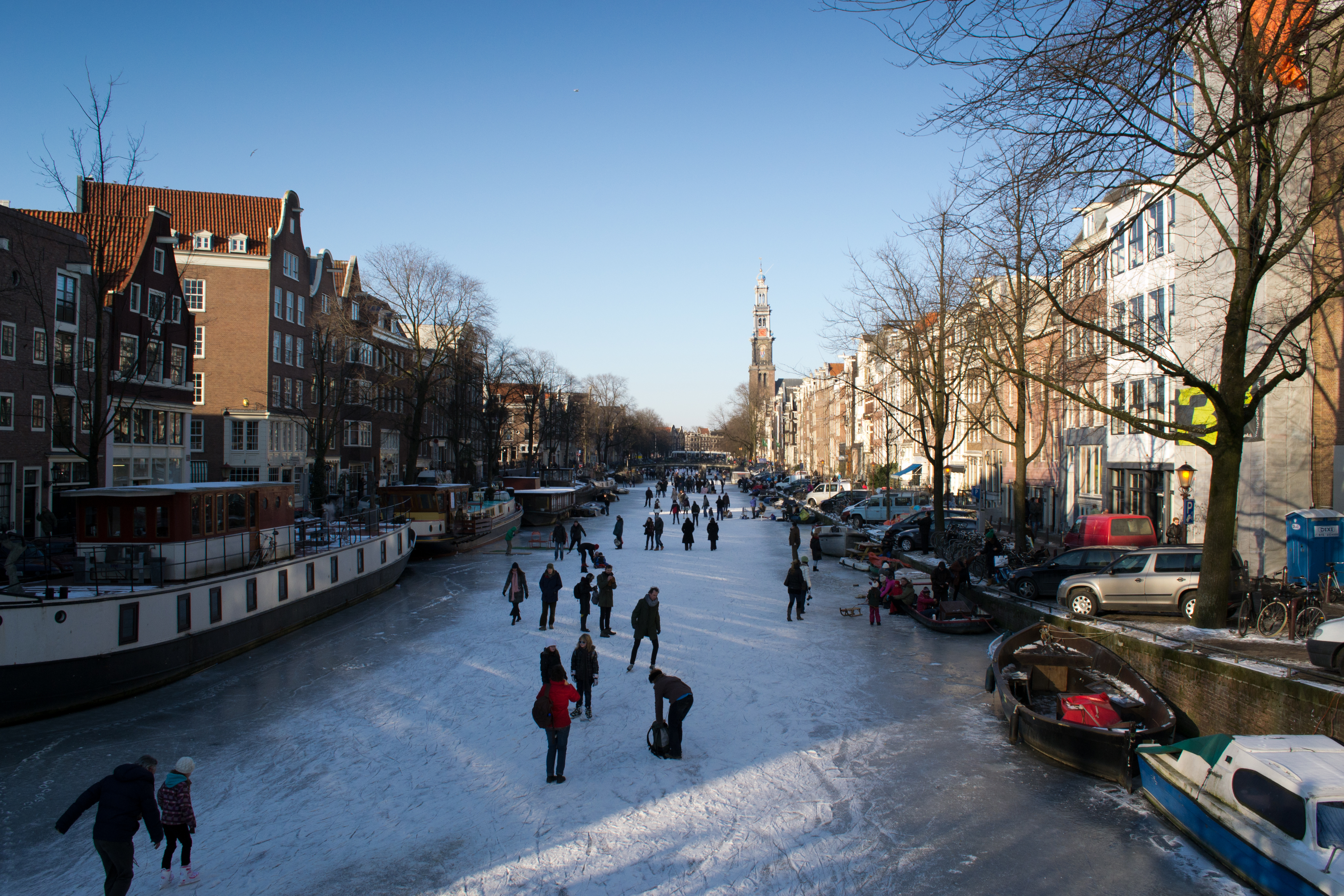
Canalul Prinsengracht înghețat

Prinsengracht („canalul prințului”) este un canal (în neerlandeză: gracht), precum și o stradă din Amsterdam, care traversează zona de sud, zona de est și zona de nord a orașului și formează, împreună cu Singel, Herengracht și Keizersgracht, așa-numitul Grachtengordel („cercul de canale”). Săpat în a doua jumătate a secolului al XVII-lea, el este cel mai recent, cel mai exterior și cel mai lung (măsoară aproximativ 4 km) dintre aceste patru canale și este numit după prințul Wilhelm cel Taciturn. 
Canalul și clădirile de pe malurile sale sunt protejate prin includerea lor pe lista patrimoniului mondial UNESCO.

## Descriere
Prinsengracht este situat la vest de Keizersgracht și se intersectează la nord cu Brouwersgracht, în apropiere de Noordermarkt, mai la sud cu Elegantiersgracht și cu Bloemgracht, la sud-vest cu Leidsegracht și la sud cu Reguliersgracht, înainte de a se vărsa la sud-est în Amstel.
Canalul Prinsengracht este traversat de 19 poduri rutiere și pietonale și un pod de cale ferată (în extrema nordică). Lungimea sa totală este de circa 4,1 km și lățimea sa medie este de 20 m.
Pe malurile canalului se află clădiri rezidențiale, depozite, hofjes etc. și sunt ancorate mai multe case plutitoare. Majoritatea clădirilor de pe malurile canalului au fost construite în Epoca de Aur a Țărilor de Jos din secolul al XVII-lea. 
În fiecare an, în a treia săptămână a lunii august, Prinsengracht este locul unde se organizează un concert de muzică clasică în aer liber pe o scenă plutitoare, iar spectatorii asistă de pe ambarcațiuni sau de pe malurile canalului.

## Clădiri și locuri de interes de-a lungul canalului
Cele mai notabile clădiri de-a lungul canalului sunt Noorderkerk, Westerkerk și Casa Anne Frank.

### Westerkerk
Pe Prinsengracht nr. 281 se află biserica Westerkerk, construită în 1621 de Hendrick de Keyser, ca parte a proiectului de construcție a Grachtengordel.

### Noorderkerk
În capătul nord-vestic al Prinsengracht este Noorderkerk („Biserica nordică”), un edificiu proiectat de Hendrick de Keyser și finalizat în 1613. Aceasta este prima biserică din oraș cu un plan sub formă de cruce greacă.

### Casa Anne Frank
Clădirea de pe Prinsengracht nr. 263 este cunoscută sub numele de casa Anne Frank (Anne Frankhuis), deoarece aici se află anexa secretă în care s-a ascuns Anne Frank împreună cu familia sa (și ulterior cu alte patru persoane) din 6 iulie 1942 până în 4 august 1944; clădirea este transformată în prezent în muzeu.

### Cafeneaua „Papeneiland”
Pe partea de nord a Prinsengracht, la colțul format cu Brouwersgracht, se află Cafeneaua „Papeneiland”, una dintre cele mai vechi cafenele din Amsterdam, care datează din 1641/1642.

### Eenhornsluis
În nordul canalului Prinsengracht, se află Eenhornsluis, una dintre cele șaisprezece ecluze, care au fost construite în Amsterdam în cursul secolului al XVII-lea pentru a ține sub control nivelul apei.

### Woonbootmuseum
Pe canalul Prinsengracht este ancorat „Hendrik Maria”, o ambarcațiune din 1913, transformat în muzeul Woonbootmuseum, muzeul caselor plutitoare.

## Persoane notabile care au locuit pe malul canalului
- Anna Frank
- Otto Frank
- Gérard de Lairesse
- Samuel Isperuszoon Wiselius
- Alida Withoos